# ناروتو شيبودن (الموسم 10)
الموسم العاشر من أنمي ناروتو شيبودن مقتبس من الجزء الثاني من مانغا ناروتو للمؤلف ماساشي كيشيموتو. قام بإخراج الموسم هاياتو داتيه وأنتجه إستديو بيرو و‌تلفاز طوكيو. أُصدر الدي في دي باسم تجمع الكاغي الخمسة (五影集結 غوكاغي شوكِتسو)، يحكي الموسم عن اجتماع الكاغي - قادة قرى النينجا الخمس الكبرى - لإيقاف ساسكي أوتشيها والأعضاء المتبقين من الأكاتسكي.
بدأ عرض المسلسل من 10 فبراير وحتى 28 يوليو من العام 2011. أصدرت أنيبلكس مجلد الدي في دي الأول في 7 سبتمبر 2011.
يحتوي الموسم على 5 شارات موسيقية: شارتا بداية و3 شارات نهاية. شارة البداية الأولى هي «سائق» (Diver) من أداء نيكو تاتشز ذا وولز واِستُخدِمت ابتداءً من الحلقة 197 حتى الحلقة 205. شارة البداية الثانية هي "عشاق" (ラヴァーズ رافازو) من أداء فرقة "7!!" واِستُخدِمت ابتداءً من الحلقة 206. شارة النهاية الأولى جوقة منتصف الليل الموسيقية (真夜中のオーケストラ مايوناكا نو أوركسترا) من أداء أكوا تايمز واِستُخدِمت ابتداءً من الحلقة 197 حتى الحلقة 205. شارة النهاية الثانية هي «الحرية» (FREEDOM) من أداء هو ميد كازوكو واِستُخدِمت ابتداءً من الحلقة 206 حتى الحلقة 218. شارة النهاية الثالثة هي "اصرخ برغباتك!!!!" (欲望を叫べ!!!! يوكوبو أو ساكيبي!!!!) من أداء أوكاموتوس واِستُخدِمت ابتداءً من الحلقة 219.

## أحداث الموسم
يتمحور هذا الجزء حول استلام دانزو شيمورا لمنصب الهوكاغي وانعقاد مؤتمر لاجتماع الكاغي الحاكمين للأمم الخمس العظمى للتحدث بشأن الأكاتسكي، فهم أصبحوا يشكلون خطرًا حقيقيًا على عالم الشينوبي بينما يخطط ساسوكي لإكمال انتقام من أجل عشيرته فيهاجم المؤتمر مع فريقه التاكا لقتل الهوكاغي لكن يتصدى له الرايكاغي وحارساه اللذين يقضون على سوغيتسو وجوغو لكن يقضي ساسوكي على أحد الحراس ويتسبب بقطع يد الرايكاغي لأنه أصابها بالأماتيراسو وينضم الكازيكاغي للقتال محاولاً إقناعه بالعودة لقريته لكنه يفشل في ذلك ويذهب لاحقًا بالهوكاغي وتوقفه الميزوكاغي وحارسها السياف شوروجو لكنه يفلت بمساعدة زيتسو الأبيض ويتلقى له التسوشيكاغي ويكاد يقتله لكن ينقذه توبي (مادارا أوتشيها) ويعلن الحرب على عالم الشينوبي ثم يلحق ساسوكي بالهوكاغي ويقاتله ويهزمه ثم يأتي ناروتو و‌كاكاشي و‌ساكورا ويقاتلهم ويهزمهم كلهم ويأتي زيتسو ومادارا ويذهب معهم، أما في كونوها فقد تقرر إعطاء منصب الهوكاغي لكاكاشي لكن تستعيد تسونادي وعيها ومنصبها أيضًا بينما يقرر ساسكي أخذ عيني أخيه إيتاشي للحصول على المانغيكيو شارينغان الأبدية ويقوم مادارا بالأمر ثم يأتي إليه كابوتو ويعرض عليه الانضمام لقواته لكن مادارا يرفض ويود قتله وسرعان ما يغير رأيه بعد أن استعمل كابوتو الإيدو تينسي وأعاد إحياء ساسوري وديدرا وإيتاشي وكاكوزو وناغاتو ثم يقبل مادارا ضمه لكن يشرط عليه كابوتو إعطاؤه جسد ساسكي إن فازوا بالحرب.

## قائمة الحلقات
| رقم الحلقة | عنوان الحلقة                                                                                          | فصول المانغا                                                                                          | تاريخ العرض الأصلي                                                                                    |
| قمة الكاغي الخمسة (五影会談 غوكاغي كايدان) (مانغا) تجمع الكاغي الخمسة (五影集結 غوكاغي شوكِتسو) (أنمي) | قمة الكاغي الخمسة (五影会談 غوكاغي كايدان) (مانغا) تجمع الكاغي الخمسة (五影集結 غوكاغي شوكِتسو) (أنمي) | قمة الكاغي الخمسة (五影会談 غوكاغي كايدان) (مانغا) تجمع الكاغي الخمسة (五影集結 غوكاغي شوكِتسو) (أنمي) | قمة الكاغي الخمسة (五影会談 غوكاغي كايدان) (مانغا) تجمع الكاغي الخمسة (五影集結 غوكاغي شوكِتسو) (أنمي) |
| --- | --- | --- | --- |
| 197 | «دانزو الهوكاغي السادس» "روكودايمي هوكاغي دانزو" (六代目火影ダンゾウ)                                 | 451-453                                                                                               | 10 فبراير 2011                                                                                        |
| تعود كونوها إلى إستقرارها وبما أن تسونادي لا زالت في غيبوبة لذا تم تسليم لقب الهوكاغي السادس لدانزو شيمورا بشكل مؤقت وقد عرض عليه الرايكاغي طلب مطاردة ساسكي أوتشيها ويوافقه دانزو بينما يستعد فريق التاكا لمهاجمة كونوها ويأتي مادارا ويوقفهم ويخبرهم بأن كونوها تمكنوا من القضاء على باين لكن ساسكي لا يستمع له وهنا يخبره بأنه لديه خطة أخرى ويرجعون ويستلم دانزو دعوة من ميفون قائد أرض الحديد لحضور عشية اجتماع الكاغي الخمسة. | | | |
| 198 | «عشية اجتماع الكاغي الخمسة» "غوكاغي كايدان زِنيا" (五影会談前夜)                                       | 453-455                                                                                               | 10 فبراير 2011                                                                                        |
| إستلم دانزو دعوة من ميفون قائد أرض الحديد لحضور عشية اجتماع الكاغي الخمسة حيث سيجتمع قادة الدول الخمس العظمى الهوكاغي السادس دانزو والكازيكاغي الخامس غارا والرايكاغي الرابع أي والميزوكاغي الخامسة مي والتسوتشيكاغي الثالث أونوكي دون نسيان القائد ميفون لمناقشة مسألة الخطر الذي بات يشكله الأكاتسكي على عالم الشينوبي وضرورة إيقافهم قبل أن يدمروا هذا العالم لذا وافق كل الكاجي الخمسة وهنا يعلم ناروتو بكل ما يحدث خصوصا رغبة الرايكاغي بقتل ساسكي. | | | |
| 199 | «دخول الكاغي الخمسة» "غوكاغي توتو!" (五影登場!)                                                       | 454-457                                                                                               | 17 فبراير 2011                                                                                        |
| يعلم ناروتو أن الرايكاغي يود قتل ساسكي ويقرر الذهاب إلى أرض الحديد لمقابلة الرايكاغي وإقناعه بالعفو عن ساسكي وترافقه ساكورا.... | | | |
| 200 | «نداء ناروتو» "ناروتو نو تانغان" (ナルトの嘆願)                                                       | 458-460                                                                                               | 24 فبراير 2011                                                                                        |
| يتحدث ناروتو الي الرايكاغي ويطلب منه العفو عن ساسكي ولكن يتجاهله الرايكاغي ويقول له أن قرية السحاب سوف تتخلص من ساسكي، ثم عند وصول الكاغي الخمسة يبدأ الاجتماع وكان يوجد أيضا القائد ميفون ويبدؤون بالتحدث عن الأكاتسوكي، ويقررون إنشاء تحالف بين الدول الخمس العظمي ويرشح ميفون دانزو ليكون زعيم التحالف ولكن يرفض الرايكاغي. | | | |
| 201 | «قرار صعب» "كوجو نو كِتسودان" (苦渋の決断)                                                             | 458-460                                                                                               | 3 مارس 2011                                                                                           |
| 202 | «سباق البرق» "هاشيرو إكازوتشي" (疾走る雷)                                                             | 460-462                                                                                               | 10 مارس 2011                                                                                          |
| تقتحم التاكا مقر اجتماع الكاغي الخمسة لكن يتصدى لهم الساموراي ويعاركهم ساسكي أوتشيها ويهزمهم وينضم إليه جوغو ويقضون عليهم لكن يكشف المستشعر شي مكانهم ويهجم الرايكاغي مستعملا تقنية برق ويهاجمه ساسكي بسرعة لكن يوقفه الحارس الٱخر داروي ويهاجم برفقة الرايكاغي ساسكي لكن يوقفهم سويغيتسو بسيفه الذي لا يتحمل قوتهما فينكسر لكنهم ينسحبون فيقوم جوغو بفتح الختم كله ويعارك الرايكاغي بينما يسقط شي بتسوكيومي ساسكي ولا يزال سويغيتسو يعارك داروي بسيفيهما، بينما يتحدث الكاغي الأربعة الأخرون عن خططهم وينطلق عندها غارا الكازيكاغي أيضا لإيقاف ساسكي وعندها يقرر ساسكي عراك الرايكاغي. | | | |
| 203 | «طريق ساسكي في النينجا» "ساسكي نو نيندو" (サスケの忍道)                                               | 462-464                                                                                               | 17 مارس 2011                                                                                          |
| بعد أن أمسك ياماتو بمادارا بخشبه يتحدث هذا الأخير مع ناروتو ويخبره بأنه مخطئ بساسكي فهو لديه طريقه الخاصة به في النينجا، وهنا يهاجم ساسكي الرايكاغي بالشيدوري لكنها تفشل في إختراق درعه فيمسك به الرايكاغي ويقوم بمهارة قنبلة البرق لكن ينجو ساسكي بإستعمال السوسانو بينما يصل باقي الساموراي ويستعمل ساسكي الأماتيراسو ويهاجم الرايكاغي به لكن يبدو أنه سريع جدا ويتمكن ساسكي بالإيقاع به بملء جدار السوسانو بالأماتيراسو وتصاب يد الرايكاغي اليسرى ويقفز لتسديد ركلة قاتلة لساسكي ولكن يوقفه غارا برماله وينسحب الرايكاغي ويحاول غارا إقناع ساسكي لكن يخبره ساسكي أوتشيها بأن الٱوان قد فات فقد إختار ساسكي أوتشيها طريق الظلام. | | | |
| 204 | «قوة الكاغي الخمسة» "غوكاغي نو تشيكارا" (五影の実力)                                                  | 419، 465-466، 470                                                                                     | 24 مارس 2011                                                                                          |
| يرفض ساسكي ما أخبره غارا به ويهاجمه غارا برماله وتيماري برياحها وكانكورو بدميته وداروي ببرقه لكنه يصدهم بالسوسانو ويقوم بتدمير المبنى عليهم ويذهب مع كارين للقاء دانزو ويهجم على غرفتهم ويقطع رايتهم ويعارك ميفون ويستغل دانزو الفرصة ليهرب ويلحق بهم أوو ويحاولان اللحاق به لكن توقفهم الميزوكاغي مي بقذف الصهارة ويعاركها ساسكي وحارسها شورجو ويقضى على ساسكي بعدها لكن يتدخل زيتسو وينقذه ويمده بشاكراه لكن يتصدى له التسوتشيكاغي ويقضي عليه بإستعمال عنصر ضوء هجين يدعى جينتون ويقضي عليه بينما يخبر مادارا ناروتو بحقيقة إيتاشي ويغادر وينقذه ساسكي أوتشيها ويأتي الرايكاغي والميزوكاغي والكازيكاغي ويخبرهم بخطته. | | | |
| 205 | «إعلان الحرب» "سِنسِنفوكوكو" (宣戦布告)                                                                 | 467-468                                                                                               | 31 مارس 2011                                                                                          |
| يخبر مادارا أوتشيها الكاغي الأربعة بخطته التسوكيومي اللانهائية حيث يود إرجاع وحش قديم الذي ختم جسده في القمر من قبل حكيم المسارات الستة الأول وقد فرق إلى تسعة أجزاء المعروفة بوحوش البيجو لهذا يجمعونهم وهم يحتاجون لذي الثمانية والتسعة ذيول ويطلب منهم تسليمهم له لكي ينفذ خطته ويحل السلام على عالم الشينوبي لكن يرفض الكاغي رغبته وبالتالي يعلن مادارا أوتشيها الحرب الرابعة للشينوبي على العالم كله، بينما يمسك الساموراي بسويوغيتسو وجوغو ويغادر مادارا برفقة ساسكي وكارين وتلحق مي وشوروجو بأوو الذي يقضي عليه حراس الهوكاغي ويحاولان أخذ عينه البياكوغان لكن ينقذه هذان الأخيران وينسحبوا. | | | |
| 206 | «مشاعر ساكورا» "ساكورا نو أوموي" (サクラの想い)                                                       | 468-470                                                                                               | 7 أبريل 2011                                                                                          |
| يخبر ساي ساكورا بأنها تحب ناروتو لذلك تفعل كل ذلك وتذهب لتعترف لناروتو بمشاعرها لكنها حين تفعل يرفض ناروتو الإستماع إليها ويذهب مع ياماتو فتقرر الذهاب لإيقاف ساسكي مع كيبا وأكامارو ولي لكن حين يعلم ساي وكاكاشي يلحقان بهم كل على حدة وتخبر نسخة لساي ناروتو بما يحدث لكن يبقيه ياماتو معه ويصنع ناروتو نسخة ليظلل بها ياماتو بينما يلحق بهم، وفي الطريق يصل إليهم ساي ويشاجرهم وتستغل ساكورا الأمر لتخدرهم جميعا وتتركهم وتذهب إلى ساسكي وحدها بينما يذهب الرايكاغي للبحث عن كيلر بي. | | | |
| 207 | «وحش مذيل ضد وحش أبتر» "بيجو في إس أو نو ناي بيجو" (尾獣VS尾のない尾獣)                               | 471-473                                                                                               | 14 أبريل 2011                                                                                         |
| يستغل كيلر بي ما حدث ليغادر القرية ويتعلم نوعا غينائيا لكن يجد كيسامي هوشيكاغي كيلر بي ويعاركه وينجو هذا الأخير من ضرباته القاتلة بسيفه الساميهادا الذي يمتص التشاكرا من الهجمات ويمدها لكيسامي فيقوم هذا الأخير بصنع كرة ماء عملاقة ويحجزه بداخلها ويندمج مع سيفه ويهاجمه بشدة رغم محاولاته للنجاة وبقضي عليه ثم يلغيها ويحمل سيفه ويود قتله لكن يخونه الساميهادا ويفضل تشاكرا ذي الثمانية ذيول ويبدأ بمد كيلر بي بالتشاكرا لكن يبعده كيسامي ويقرر قتله بسيفه ويأتي الرايكاغي ويستعيد كيلر بي قوته ويهاجمه الإثنان ويقطعان رأسه. | | | |
| 208 | «كصديق حميم» "تومو نو شيتي" (親友として)                                                              | 473-475                                                                                               | 21 أبريل 2011                                                                                         |
| تذهب ساكورا وحدها لملاقاة ساسكي ولا يزال ناروتو وكاكاشي في الطريق ثم يهاجم مادارا أوتشيها دانزو وحراسه ويعاركهم ويظهر دانزو يده اليمنى بينما يمتص مادارا الحارسان كليا إلى بعد ٱخر ويحضر ساسكي وكارين منه ويستعدان لعراكه بينما يخرج دانزو يده اليمنى. | | | |
| 209 | «ذراع دانزو اليمنى» "دانزو نو ميغيودي" (ダンゾウの右腕)                                               | 476-477                                                                                               | 28 أبريل 2011                                                                                         |
| يخرج دانزو يده اليمنى ويبدو أنها مليئة بأعين الشارينغان ويفعل مهارة ما ويهاجم ساسكي الذي يصده بالسوسانو ويتأكد من حقيقة أخيه ويقضي عليه لكن يظهر دانزو ٱخر ويهاجم ساسكي من الخلف بحربة لكنها تنكسر ويسحقه بالسوسانو لكن يظهر دانزو ٱخر أعلى الجسر ويحاول ساسكي ضربه لكنه لا ينجح ويقفز ساسكي إليه ويقذفه بالأماتيراسو ويسقط دانزو لكن يظهر ٱخر ويهاجم ساسكي بمهارة رصاص الريح ويجرح ساسكي في كتفه لكنه يستدعي نسرا عملاق ويهاجم دانزو الذي يستعمل مهارة نصل الريح ويكاد ساسكي يصيبه فيتراجع دانزو ويهجم ساسكي بشوريكن الرياح الذي يستعملها ضده ويهاجم دانزو لكنه يمسكه من عنقه ويأتي طائر ساسكي ويقذف شوريكن أطلقه دانزو إليه وتبتر يده اليمنى ويقضي عليه ساسكي، تلاحظ كارين أن الأعين في يد دانزو تغلق واحدة تلو الأخرى وينجو هذا الأخير ثانية فيقرر ساسكي استعمال بالتسوكيومي.                                                                         | | | |
| 210 | «التقنية البصرية المحرمة» "كينجيراريتا دوجِتسو" (禁じられた瞳術)                                       | 478-479                                                                                               | 5 مايو 2011                                                                                           |
| يستعمل ساسكي التسوكيومي على دانزو ويهاجمه من الخلف لكن يجمد ساسكي في مكانه وتظهر علامات ختم عليه وهو من صنع دانزو ويأخذ منه دانزو سيفه ويحاول قتله لكن يتذكر ساسكي تضحية إيتاشي من أجله ويخرج السوسانو خاصته ويعترف مادارا بأن جسد ساسكي يستجيب لغضبه ويجرح دانزو في كتفه ويهاجمه ساسكي بسهم من السوسانو لكنه يخرج شجرة خشب ويعكس مساره ويشغل المهارة ويكتشفه مادارا أنه يستغل أعين الشارينغان لتنفيذ مهارة أوتشيها محرمة تدعى إيزاناغي ويستمر ساسكي بمهاجمته ويقرر إزالة السوسانو وقتاله مباشرة لأنه يعلم بشأن الإيزاناغي وقد كان فقط يتظاهر ويستخدم دانزو سيف الريح بينما يستخدم ساسكي سيف البرق ويهاجمان بعضهما. | | | |
| 211 | «دانزو شيمورا» "شيمورا دانزو" (志村ダンゾウ)                                                          | 480-481                                                                                               | 12 مايو 2011                                                                                          |
| ينغرز سيف رياح دانزو في بطن ساسكي دون أن يصاب أحد أعضائه الحيوية وينغرز سيف ساسكي في صدر دانزو الذي لا ينجو فقد خدعه ساسكي بالتسوكيومي وأوهمه بأن العين الأخيرة لا تزال مفتوحة بينما هي قد غلقت وألغيت الإيزاناغي ويسقط دانزو وتذهب كارين لمساعدة ساسكي وتضطرب يد دانزو وتقذف بعيدا عنه فاقدا يده اليمنى بينما تغلق مانغيكيو ساسكي اليمنى ويظهر دانزو عينه اليمنى (عين شيسوي) ويمسك دانزو بكارين كرهينة ليتركه ساسكي يذهب لكن يقرر ساسكي إصابتهما معا بسيف برقه ويصاب دانزو في قلبه ويحاول دانزو الهرب لكن يوقفه مادارا أوتشيها ويبدأ دانزو بتذكر حلمه بأن يصبح الهوكاغي وكيف هزم أمام زميله هيروزين ساروتوبي في معركة للحصول على لقب الهوكاغي الثالث ويجد نفسه أنه قد حقق كل ما يرغب به في هذا العالم ولم يعد هناك هدف له فيقوم بتنفيذ تقنية محرمة تقتل صاحبها تدعى تقنية الشيهو العكسية وكشفه مادارا ويأمر ساسكي بالهرب لكن التقنية تتوسع وتدمر الجسر. | | | |
| 212 | «قرار ساكورا» "ساكورا نو كاكوغو" (サクラの覚悟)                                                       | 481-482                                                                                               | 19 مايو 2011                                                                                          |
| يقوم مادارا بإمتصاص المهارة وينقذ نفسه وساسكي ويقوم بأخذ جسد دانزو ليخرج منه عين شيسوي ويخبر ساسكي بأن عليه زرع عينين ٱخرين قبل أن يصاب بالعمى لكن ساسكي يرفض ويصر على مهاجمة كونوها ويذهب مادارا لكن يخبره بأنه عليه قتل كارين وعندما يقترب منها تبدأ بتذكر اليوم الذي أنقذها فيه من دب عملاق بغابة الموت في اختبار التشونين وإلتقطت نظارتها من الأرض ونظرت إلى وجهه وأبدت رغبتها في رؤية وجهه للمرة الأخيرة قبل أن يقتلها ولكن تأتي ساكورا وتوقفه وتخبره بأنها تود الإنضمام إليه ويود إختبارها بقتلها لكارين لكنه يكتشف حقيقتها ويهاجمها بالشيدوري لكن يأتي كاكاشي وينقذها ويبعده ويعترف كاكاشي بأنهم يريدون قتله وينفجر ضحكا فيأمر كاكاشي ساكورا بأن تشفي كارين بينما يقاتل ساسكي ويتعاركان لكن يعمى ساسكي ويغلق الدوجيتسو خاصته وتهاجمه تاليا ساكورا لكن يمسك بها ويأخذ حربتها ويود قتلها بينما كاكاشي عاجز عن إنقاذها.                              | | | |
| 213 | «علاقات مفقودة» "أوشيناواريتا كيزونا" (失われた絆)                                                    | 482                                                                                                   | 26 مايو 2011                                                                                          |
| يعجز كاكاشي عن إنقاذ ساكورا لكن يأتي ناروتو وينقذها ويجتمع كل الفريق السابع تحت الجسر ويخبر كاكاشي ساكورا وناروتو أن ساسكي لم يعد طيبا كما كان والٱن أصبح مجرما منتقم يود تدمير كونوها ويخبرهم ساسكي أنه نال للتو إنتقامه وأنه قد قتل الشخص الذي أجبر إيتاشي على قتل كل الأوتشيها ؛ دانزو شيمورا ويندهش كاكاشي ويستمر ساسكي بالتحدث عن الأوتشيها ورغبته في تدمير كونوها. | | | |
| 214 | «العبء» "سيوبيكي أوموني" (背負うべき重荷)                                                             | 483-484                                                                                               | 2 يونيو 2011                                                                                          |
| تتذكر ساكورا اليوم الذي غادر فيه ساسكي كونوها وترى نفسها أنها مجرد عبء وتقرر أن تتراجع وتترك ناروتو ليرجع ساسكي وهنا يقوم ساسكي بالشيدوري ويقوم ناروتو بمهارة النسخ ويصنع تلاتة نسخ لكن يوقفه كاكاشي الذي يصنع الشيدوري ويهاجمهم ساسكي لكن أحد نسخ ناروتو تمسك كاكاشي ويصنع ناروتو الراسينغان ويهاجم ساسكي ويتذكران مواجهتهما السابقة بوادي النهاية وبعد إلتقائهما يجدان نفسهما ببعد ٱخر. | | | |
| العد التنازلي لحرب النينجا العظمى الرابعة (第四次忍界大戦 (序) دايوجي نينكاي تايسِن (جو)) (مانغا) ترويض ذي الذيول التسعة ولقاءات مصيرية (九尾掌握と因果なる邂逅 كيوبي شواكو تو إنغا نارو كايكو) (أنمي) | | | |
| 215 | «مصيران» "شوكوميه نو فوتاري" (宿命のふたり)                                                           | 485                                                                                                   | 9 يونيو 2011                                                                                          |
| يجد ناروتو وساسكي نفسهما ببعد ٱخر ويحاول ناروتو إقناع ساسكي بأنه مخطئ لكن ساسكي لا يستمع ويعودان إلى العالم الحقيقي. | | | |
| 216 | «الشينوبي ذو المستوى العالي» "إتشيريو نو شينوبي" (一流の忍)                                           | 482، 486-487                                                                                          | 16 يونيو 2011                                                                                         |
| يعود ناروتو وساسكي إلى العالم الحقيقي وتلتقي ضربتهما ويحدث إنفجار هائل يقذف كلاهما بقوة وهنا يقفز كاكاشي ويمسك بناروتو كما تخرج نسخة زيتسو الأبيض من ساسكي وتمسك به وتذهب نسخة زيتسو الأبيض أخرى إلى مادارا وتخبره بما حدث ويأتي بالكاموي ويوبخ ساسكي ويتوعد ناروتو لساسكي بأنه سيعيده لكونوها ويذهب مادارا وساسكي بالكاموي بينما يذهب زيتسو لتفقد كيسامي ويستعد ساسكي لزرع عيني أخيه. | | | |
| 217 | «المتسلل» "سِنِّيوشا" (潜入者)                                                                           | 487-488                                                                                               | 23 يونيو 2011                                                                                         |
| يتبين أنه قبيل أن يقضى على كيسامي إستبدله زيتسو الأبيض بنسخة مشابهة له بينما يختبئ كيسامي الحقيقي داخل سيف الساميهادا الذي يأخذه كيلر بي وبهكذا بإمكان كيسامي التسلل وكشف خطط الرايكاغي بالحرب وتقديم مساعدة أفضل للأكاتسكي. | | | |
| 218 | «حشد الأمم الخمس» "أوغوكيداسو تايكوكو" (動き出す大国)                                                 | 488                                                                                                   | 30 يونيو 2011                                                                                         |
| تستعد كل القرى الخمس العظمى للحرب مع الأكاتسكي بينما يجد كابوتو مقر الأكاتسكي لكن يأتي مادارا ويهاجمه وينسحب كابوتو ويخبره بأنه يريد أن يتحدث إليه فقط لكن يستمر مادارا بمهاجمته وهنا كابوتو يعيد إحياء كاكوزو وإيتاشي وناغاتو وساسوري وديدرا بمهارة الإيدوتينسي لكن يتجاهل مادارا كل ما حصل ويستمر بمهاجمته وهنا يقوم كابوتو بإعادة إحياء شخص ما ويندهش مادارا ويقبل الإستماع إليه ويعرض كابوتو على مادارا الإنضمام إليه مقابل أن يهبه جسد ساسكي ويقبل مادارا إذا ما ربحوا الحرب لكن كانت إنكو تلاحق كابوتو وتكشف مخبأ الأكاتسكي. | | | |
| 219 | «كاكاشي هاتاكي الهوكاغي» "هوكاغي كاكاشي هاتاكي" (火影はたけカカシ)                                    | 488                                                                                                   | 7 يوليو 2011                                                                                          |
| 220 | «نبوءة الناسك العظيم» "أوغاما سِنِّين نو يوغن" (大ガマ仙人の予言)                                        | 488-489                                                                                               | 21 يوليو 2011                                                                                         |
| 221 | «التخزين» "كورايري" (蔵入り)                                                                          | 487، 489-490                                                                                          | 28 يوليو 2011                                                                                         |
| يأمر الرايكاغي بإخلاء الجنتشوريكي إلى جزيرة معزولة تابعة لدولة البرق حتى لا يتمكن الأكاتسكي من الوصول إليهم لذا يتوجب على ناروتو الذهاب أيضا لكنه إذا علم بالأمر لن يرغب بذلك لذا تم إرسال مايتو غاي وياماتو وجونين ٱخرين لإقناع ناروتو أنهم ذاهبون في مهمة من مستوى إس إلى تلك الجزيرة فرأى ناروتو أنها فرصة جيدة أيضا لتحقيق نبوئته فينطلقون في رحلة على متن قارب. | | | |

## إصدارات منزلية
| مجلد | تاريخ         | أقراص | حلقات   | مرجع  |
| ---- | ------------- | ----- | ------- | ----- |
| 1    | 7 سبتمبر 2011 | 1     | 197–200 | [ 5 ] |
| 2    | 5 أكتوبر 2011 | 1     | 201–204 | [ 5 ] |
| 3    | 2 نوفمبر 2011 | 1     | 205–208 | [ 5 ] |
| 4    | 7 ديسمبر 2011 | 1     | 209–212 | [ 5 ] |
| 5    | 11 يناير 2012 | 1     | 213–216 | [ 5 ] |
| 6    | 1 فبراير 2012 | 1     | 217–221 | [ 5 ] |